# (587) Гипсипила
(587) Гипсипила (лат. Hypsipyle) — астероид главного пояса, который был открыт 22 февраля 1906 года немецким астрономом Максом Вольфом в Обсерватории Хайдельберг-Кёнигштуль. Назван в честь Гипсипилы, легендарной царицы острова Лемнос.